# Alain VI de Rohan
Pour les articles homonymes, voir Alain de Rohan, Alain et Rohan.
Alain VI de Rohan, 8e vicomte de Rohan, fils d'Alain V de Rohan, né en 1232 et mort en 1304.

## Biographie
Il épouse en premières noces Isabeau d'Avaugour, Dame de Correc, fille du vicomte de Léon et de Marguerite de Dinan. Elle meurt un 1er juillet, peut-être en 1266. Il épouse en secondes noces Thomasse de La Roche-Bernard. Elle meurt après 1306.
De son premier mariage, il a une fille :
- Jeanne de Rohan, qui épouse Hervé V, seigneur de Léon en 1288, puis Pierre de Kergorlay en 1310.

De son second mariage, il a sept enfants :
- Alain (mort en 1299) qui épouse Agnès d'Avaugour[1]
- Geoffroy (mort en 1302) chanoine de Saint-Brieuc, épouse Catherine de Clisson[1]
- Josselin, vicomte de Rohan en 1304 mort en 1306, sans alliance[1]
- Olivier II de Rohan, vicomte de Rohan[1]
- Eudon de Rohan, fondateur de la branche Rohan du Gué de l'Isle, épouse Aliette de Coëtlogon, Dame du Gué de l'Isle[1]
- Guiart de Rohan.

### Succession
Le décès successifs de ses trois premiers héritiers provoque une succession difficile. Alain VI qui dirigeait la vicomté depuis 1251 avait investi son fils aîné et homonyme Alain en avance sur son héritage d'un tiers de ses domaines. Cet Alain meurt en 1299 sans descendance de son épouse Jeanne d'Avaugour. Le vicomte Alain VI doit alors payer au duc un droit de rachat de 1.300 livres garanti pas ses principaux vassaux. De ce fait il reconnait que le duc Jean II de Bretagne était le détenteur légitime sur ses terres des droits de licence de rachat et de vente à lever sur les juveigneurs de sa vicomté et de l'ensemble de ses domaines.
Alain VI de Rohan doit ensuite faire face à de nouvelles difficultés avec sa future succession. En 1301 sa nièce Isabelle d'Avaugour, fille de sa sœur Philippa et d'Henri d'Avaugour et épouse d'Olivier de Tinténiac le cite devant la cour ducale et obtient une rente de 45 livres. Geoffroy son second fils et héritier meurt à son tour en 1302 et sa veuve Catherine de Clisson, réclame un douaire représentant un tiers de la vicomté ainsi que les domaines des Rohan dans la vicomté de Porhoët soit un total de 500 livres de rente. Elle n'obtient finalement que 100 livres de rente.
À la mort d'Alain VI en 1304, son troisième fils Josselin devient vicomte de Rohan et partage les biens avec son frère cadet Olivier un clerc, mais il meurt dès 1306, sans alliance ni postérité laissant le titre de vicomte à Olivier II de Rohan.

## Armoiries
| Blason | Blasonnement : De gueules à sept macles d'or, posées 3, 3, 1. |